# Proaza (parroquia)
Proaza es una parroquia española del concejo del mismo nombre, perteneciente a la comunidad autónoma de Asturias.

## Historia
Hacia mediados del siglo XIX, la parroquia, ya por entonces perteneciente al concejo del mismo nombre, tenía contabilizada una población de 564 habitantes. Aparece descrita en el decimotercer volumen del Diccionario geográfico-estadístico-histórico de España y sus posesiones de Ultramar de Pascual Madoz con las siguientes palabras:

PROAZA (San Vicente): felig. con título de v., cap. del ayunt. de su nombre en la prov., part. jud. y dióc. de Oviedo (3 1/2 leg.). sit. á orillas del r. Trubia en una fértil llanura circuida de montañas; clima templado y sano. Tiene unas 140 casas distribuidas en 2 barrios denominados Picacero y Traslavilla, separados por un arroyo llamado Payon, sobre el cual hay 3 puentes de madera. Tambien hay casa municipal y escuela de primeras letras y gramática, pagada por el vecindario. La igl. parr. (San Vicente mártir), de la que es aneja la de San Roman de Villanueva en el ayunt. de Sto. Adriano, se halla servida por un cura de segundo ascenso y patronato real. Confina el térm. con los de Sograndio, Traspeña y Villamejin. El terreno participa de monte y llano y es de buena calidad, especialmente en la vega bañada por el r. Trubia, que tiene 2 puentes de piedra, uno de ellos llamado Zaramedo, de antiquísima construccion: en los montes hay arbolado de diferentes clases, arbustos y pastos: en varios sitios canteras de mármol, granito y cristal de roca, y algunos minerales mas ó menos productivos. Atraviesa por la pobl. el camino carretero que por el puerto de Ventana se dirige á las Babias y al Vierzo en la prov. de Leon. prod.: escanda, trigo, maiz, centeno, cebada, patatas, legumbres, lino, avellanas, castañas, manzanas y otras frutas; se cria ganado vacuno, de cerda, caballar, lanar y cabrío; hay caza mayor y menor, animales dañinos y pesca de angulas y truchas. ind.: la agricultura, ganadería, molinos harineros, telares de lienzos ordinarios y elaboracion de sidra. Se celebra un mercado los lunes, muy concurrido y abundante en granos, ganados y frutos del pais. pobl.: 140 vec., 564 alm. contr.: con las demas felig. que componen su ayunt. (V.). Esta v. fué célebre en el siglo XIII por el sitio que sufrió del emperador D. Alonso. y aun se ven los vestigios del cast. llamado Monte-Gandi (hoy monte de la Segada) y los que otros varios edificados sobre las rocas. Fueron naturales de Proaza Andres Vazquez Prada, que tuvo á su cuidado al delfin de Francia en tiempo de Cárlos V.; Romualdo Velarde, ob. de Avila; D. Juan Velarde, oidor en Méjico; y otros muchos personages célebres en las armas ó en las letras.
(Madoz, 1849, p. 225)

En 2023, tenía empadronados 280 habitantes.